# Rafael de Penagos
Rafael de Penagos (Madrid, 1889-1954) va ser un dibuixant i pintor espanyol. Va ser creador a Espanya de la il·lustració Art Déco, l'estil que marca la incorporació dels llenguatges de la modernitat a la vida quotidiana.

## Biografia
Penagos estudia a l'Acadèmia de Belles Arts de San Fernando, on rep classes d'Emilio Sala i Antonio Muñoz Degrain, dos dels grans il·lustradors gràfics de la revista Blanco y Negro o La Esfera. Tot i que des del principi treballa la il·lustració gràfica i la pintura, va demostrar una gran qualitat en el dibuix. Participava en l'ambient cultural madrileny, i assistia sovint a les tertúlies de Valle-Inclán al Nuevo Café de Levante.
El 1911 rep la tercera medalla de la Primera Secció dels "Premios a los expositores de arte decorativo"
El 1913, aconsegueix una beca d'estudis per a anar París i Londres. A la seva tornada, comença a desenvolupar una intensa activitat com a cartellista i publicista per a diferents cases comercials. Paral·lelament treballa com a il·lustrador a les principals revistes del moment, com Nuevo Mundo, La Esfera o Blanco y Negro, i per a editorials com El Cuento Semanal, La Novela Corta o l'editorial valenciana Prometeo.
El 1914 va guanyar el primer i el quart premi del concurs de cartells anunciants de la casa de Xocolates Amatller de Barcelona.
El 1925, rep el guardó més prestigiós del moment: la medalla d'or en l'Exposició Internacional d'Arts Decoratives de París. Un any després va realitzar el cartell de la pel·lícula de Florián Rey Agustina de Aragón. També realitzava altres treballs, com el fullet per a l'Asociación Nacional de Médicos de lucha antituberculosa el 1926 Durant la Guerra Civil, Penagos viu a València, on ocupa la Càtedra de dibuix a l'Institut Obrer de València. És un dels veterans cartellistes republicans però, en aqueixos moments, la majoria de les revistes per a les quals havia treballat ja havien desaparegut.
El 1948 marxa a l'exili a Sud-amèrica (Xile i Argentina). En 1953 regressa a Espanya i, un any després, mor a Madrid, on havia ocupat la càtedra de Dibuix de l'Institut de Batxillerat Cervantes.
El seu fill, Rafael de Penagos (Madrid 1924-2010),va ser un conegut actor de doblatge.

## Obra
Les il·lustracions Art Déco creades per Penagos representaven una nova societat urbana i moderna. Estaven protagonitzades per una nova dona, que passaria a definir-se com la “dona Penagos”: dona prima, sense malucs, que fumava, practicava els esports més sofisticats, mostrava gran afició per l'exòtic, etc.
La col·lecció més important que existeix, composta per 246 obres, actualment és propietat de la Fundació MAPFRE.
Va realitzar nombroses exposicions, com el 1925 a Madrid a una exposició organitzada per la Unión de dibujantes españoles amb altres artistes com K-Hito, Salvador Bartolozzi Rubio, Fresno, etc. La seva obra va ser exposada també a l'Almodí de Xàtiva del 22 de febrer al 6 d'abril de 2008.